# Webb Simpson
James Frederick Simpson (Raleigh, 8 augustus 1985) is een golfprofessional  uit de Verenigde Staten. Hij wordt Webb genoemd.

## Amateur
Simpson studeerde aan de Wake Forest University en speelde college golf. Als amateur speelde hij de Walker Cup van 2007 en werd ten slotte ACC Speler van het Jaar 2008.

### Gewonnen
- 2004: Azalea Invitational
- 2005: Southern Amateur
- 2006: Sunnehanna Amateur
- 2007: Dogwood Invitational, Southern Amateur, Azalea Invitational

### Teams
- Walker Cup: 2007 (winnaars)
- Palmer Cup: 2007

## Professional
Simpson werd in juni 2008 professional en speelde een aantal toernooien op uitnodiging van sponsors. Eind 2008 doorliep hij de Tourschool en eindigde op de 7de plaats. In 2009 en 2010 behaalde Simpson een aantal top-10 plaatsen op de PGA Tour en in 2011 behaalde hij zijn eerste overwinning. In oktober verloor hij de play-off van de McGladrey Classic maar hij ging Luke Donald voorbij op de Order of Merit en kwam op de eerste plaats. Hij verdiende in 2011 ruim US$ 5.000.000.
In 2012 won Simpson zijn eerste Major: het US Open op de Olympic Club in San Francisco.

### Gewonnen
Amerikaanse PGA Tour
- 2011: Wyndham Championship, Deutsche Bank Championship
- 2012: US Open (+1)

### Teams
- Ryder Cup: 2012